# Schistura papulifera
Schistura papulifera är en fiskart som beskrevs av Kottelat, Harries och Proudlove 2007. Schistura papulifera ingår i släktet Schistura och familjen grönlingsfiskar. IUCN kategoriserar arten globalt som akut hotad. Inga underarter finns listade i Catalogue of Life.